# 安志敏 (解放军)
安志敏（1916年—1967年7月23日），原名安天江，曾用名张天江，四川阆中红土乡人，中国人民解放军将领、中国人民解放军开国少将。

## 生平
加入中国共产主义青年团。1934年参加中国工农红军。1935年由团转入中国共产党。第一次国共内战时期，任红四方面军第三十军八十九师二六七团政治处秘书，红四方面军总指挥部见习参谋。参加了长征。抗日战争时期，任新疆航空队飞行训练班学员。第二次国共内战时期，任东北民主联军航空学校飞行队队长，飞行大队副大队长，上海军事管制委员会空军部主任，北平军事管制委员会航空局航行处处长。
中华人民共和国成立后，任空军第六航空学校校长，空军第五军副军长，空军第三军副军长，第五军军长。1966年任广州军区空军副司令员。1955年，授予中国人民解放军少将。文化大革命期间，因被捏造新疆监狱叛徒集团案，被扣以叛徒罪名。1967年7月23日在广州被迫害致死。